# Пам'ятки історії Мурованокуриловецького району
У Мурованокуриловецькому районі Вінницької області на обліку перебуває 73 пам'ятки історії.
| № п/п | Охоронний № | Найменування пам'ятки | Адреса                                                                                 | Дата (епоха)           | Дата відкриття або виявлення | Автори                         | Матеріал                              | Основні розміри                              | Рішення про взяття під охорону |
| ----- | ----------- | --- | -------------------------------------------------------------------------------------- | ---------------------- | ---------------------------- | ------------------------------ | ------------------------------------- | -------------------------------------------- | ------------------------------ |
| 1.    | 624         | Братська могила 152 воїнів радянської армії, загиблих при визволенні селища та навколишніх сіл, і пам'ятник 230 воїнам-односельцям, загиблим на фронтах ВВВ | смт Муровані Курилівці, Мурованокуриловецька сел/р, вул. Леніна.                       | 1944 р., 1941—1945 рр. | 1972 р.                      | Київський худ. фонд            | з/бетон                               | ск. 3,5 м, п. 0,9х1,3х1,4 м                  | № 313 10.06.1971 р.            |
| 2.    | 86          | Пам'ятник жертвам голодомору | смт Муровані Курилівці, Мурованокуриловецька сел/р, вул. Гагаріна                      | 1932-33 рр.            | 1993 р.                      | місцеві майстри                | об. з/бетон                           | 6 м                                          | № 501 20.12.1993 р.            |
| 3.    | 83          | Пам'ятник воїнам-визволителям | смт Муровані Курилівці, Мурованокуриловецька сел/р, при в'їзді в селище                | 1944-45 рр.            | 1986 р.                      | місцеві майстри                | метал                                 | пост. 1,7х3,0 м                              | № 227 26.06.1987 р.            |
| 4.    | 36          | Довготривала вогнева споруда | смт Муровані Курилівці, Мурованокуриловецька сел/р, 1,5 км на північний схід           | 1931—1934 рр.          | 1999 р.                      | ГВІУ Червоної армії            | з/бетон                               | 10 м                                         | № 183 24.05.2000 р.            |
| 5.    | 37          | Довготривала вогнева споруда | смт Муровані Курилівці, Мурованокуриловецька сел/р, 1 км на північний схід             | 1931—1934 рр.          | 1999 р.                      | ГВІУ Червоної армії            | з/бетон                               | 10 м                                         | № 183 24.05.2000 р.            |
| 6.    | 80          | 3-амбразурна довготривала вогнева споруда | смт Муровані Курилівці, Мурованокуриловецька сел/р, 2 км на південь від селища         | 1929—1938 рр.          | 2001 р.                      | ГВІУ Червоної армії            | з/бетон                               | діаметр 10 м                                 | № 470 29.12.2002 р.            |
| 7.    | 81          | 3-амбразурна довготривала вогнева споруда | смт Муровані Курилівці, Мурованокуриловецька сел/р, 0,5 км на південь від селища       | 1929—1938 рр.          | 2001 р.                      | ГВІУ Червоної армії            | з/бетон                               | діаметр 10 м                                 | № 470 29.12.2002 р.            |
| 8.    | 82          | 3-амбразурна довготривала вогнева споруда | смт Муровані Курилівці, Мурованокуриловецька сел/р, південна околиця селища            | 1929—1938 рр.          | 2001 р.                      | ГВІУ Червоної армії            | з/бетон                               | діаметр 10 м                                 | № 470 29.12.2002 р.            |
| 9.    | 83          | 3-амбразурна довготривала вогнева споруда | смт Муровані Курилівці, Мурованокуриловецька сел/р, північно-західна частина селища    | 1929—1938 рр.          | 2001 р.                      | ГВІУ Червоної армії            | з/бетон                               | діаметр 10 м                                 | № 470 29.12.2002 р.            |
| 10.   | 84          | 3-амбразурна довготривала вогнева споруда | смт Муровані Курилівці, Мурованокуриловецька сел/р, північно-західна частина селища    | 1929—1938 рр.          | 2001 р.                      | ГВІУ Червоної армії            | з/бетон                               | діаметр 10 м                                 | № 470 29.12.2002 р.            |
| 11.   | 85          | 3-амбразурна довготривала вогнева споруда | смт Муровані Курилівці, Мурованокуриловецька сел/р, 300 м на південний схід від селища | 1929—1938 рр.          | 2001 р.                      | ГВІУ Червоної армії            | з/бетон                               | діаметр 10 м                                 | № 470 29.12.2002 р.            |
| 12.   | 86          | 3-амбразурна довготривала вогнева споруда | смт Муровані Курилівці, південно-східна частина селища                                 | 1929—1938 рр.          | 2001 р.                      | ГВІУ Червоної армії            | з/бетон                               | діаметр 10 м                                 | № 470 29.12.2002 р.            |
| 13.   | 87          | 3-амбразурна довготривала вогнева споруда | смт Муровані Курилівці, Мурованокуриловецька сел/р, південно-східна околиця селища     | 1929—1938 рр.          | 2001 р.                      | -//-                           | з/бетон                               | діаметр 10 м                                 | № 470 29.12.2002 р.            |
| 14.   | 627         | Пам'ятник 213 воїнам-односельцям, загиблим на фронтах ВВВ                                                                                                   | с. Бахтин, Бахтинська с/р, біля контори КСП                                            | 1944 р., 1941—1945 рр. | 1972 р.                      | Одеський худ. фонд             | пісковик, з/бетон                     | 2,8 м, 0,4х4,8х3,0 м                         | № 313 10.06.1971 р.            |
| 15.   | 379         | Братська могила 56 радянських воїнів, загиблих при визволенні села, і пам'ятник 45 воїнам-односельцям, загиблим на фронтах ВВВ                              | с. Бахтинок, Бахтинська с/р, біля Будинку культури                                     | 1944 р., 1941—1945 рр. | 1981 р.                      | Київський худ. фонд            | ск. бетон, пост. бетон                | 3,0 м, 2х1,8х1,4 м                           | № 96 17.02.1983 р.             |
| 16.   | 48          | Пам'ятник трудової слави | с. Бахтинок, Бахтинська с/р, біля Будинку культури                                     | 1970 р.                | 1951 р.                      | ____                           | метал                                 | ____                                         | № 82 03.04.1990 р.             |
| 17.   | 380         | Пам'ятник 45 воїнам-односельцям, загиблим на фронтах ВВВ | с. Біляни, Попелюхівська с/р, біля магазину                                            | 1941—1945 рр.          | 1971 р.                      | місцеві майстри                | ск. гіпс, пост. цегла                 | ск. 2,5 м, п. 1,2х2х2 м                      | № 96 17.02.1983 р.             |
| 18.   | 623         | Братська могила 2 червоноармійців | с. Вербовець, Вербовецька с/р, на околиці села                                         | 1920 р.                | 1923 р.                      | місцеві майстри                | об. цегла                             | 1,15х0,25х0,25 м                             | № 313 10.06.1971 р.            |
| 19.   | 100         | Пам'ятник 129 воїнам-односельцям, загиблим на фронтах ВВВ                                                                                                   | с. Вербовець, Вербовецька с/р, біля школи                                              | 1941—1945 рр.          | 1971 р.                      | Київський худ. фонд            | з/бетон                               | ск. 2,5 м                                    | № 228 22.05.1986 р.            |
| 20.   | 628         | Пам'ятник 120 воїнам-односельцям, загиблим на фронтах ВВВ                                                                                                   | с. Вінож, Немерченська с/р, біля Будинку культури                                      | 1941—1945 рр.          | 1965 р.                      | Київський худ. фонд            | ск. з/бетон, пісковик                 | 3,0 м, 2,9х3,25х1,6 м                        | № 313 10.06.1971 р.            |
| 21.   | 250         | Братська могила партизана Войцехівського і невідомого воїна, загиблих при визволенні села                                                                   | с. Вищеольчедаїв, Вищеольчедаївська с/р, на кладовищі                                  | 1944 р.                | 1944 р.                      | місцеві майстри                | об. залізо, пост. цегла               | об. 1,4х0,6х0,6 м, пост. 0,6х0,6х0,6 м       | № 29 19.06.1977 р.             |
| 22.   | 629         | Пам'ятник 237 воїнам-односельцям, загиблим на фронтах ВВВ                                                                                                   | с. Вищеольчедаїв, Вищеольчедаївська с/р, біля с/р                                      | 1941—1945 рр.          | 1967 р.                      | Київський худ. фонд            | ск. азбестоцемент                     | ск. 2,8 м, пост. 0,6х1,85х1,85 м             | № 313 10.06.1971 р.            |
| 23.   | 88          | 3-амбразурна довготривала вогнева споруда | с. Володимирівка, Галайковецька с/р, 0,5 км на захід від села                          | 1929—1938 рр.          | 2001 р.                      | ГВІУ Червоної армії            | з/бетон                               | діаметр 10 м                                 | № 470 29.12.2002 р.            |
| 24.   | 89          | 3-амбразурна довготривала вогнева споруда | с. Володимирівка, Галайковецька с/р, 1,5 км на південний захід від села                | 1929—1938 рр.          | 2001 р.                      | ГВІУ Червоної армії            | з/бетон                               | діаметр 10 м                                 | № 470 29.12.2002 р.            |
| 25.   | 50          | Пам'ятник 49 воїнам-односельцям, загиблим на фронтах ВВВ | с. Воронівці, Бахтинська с/р, біля школи                                               | 1941—1945 рр.          | 1988 р.                      | місцеві майстри                | з/бетон                               | вис. 3,40 м, пост. 1,55х1,35х1,56 м          | № 82 03.04.1990 р.             |
| 26.   | 381         | Братська могила 330 радянських воїнів, загиблих при визволенні села                                                                                         | с. Галайківці, Галайковецька с/р, на кладовищі                                         | 1944 р.                | 1966 р.                      | місцеві майстри                | об. граніт                            | об. 7,1 м                                    | № 96 17.02.1983 р.             |
| 27.   | 630         | Пам'ятник 143 воїнам-односельцям, загиблим на фронтах ВВВ                                                                                                   | с. Галайківці, Галайковецька с/р, біля с/р.                                            | 1941—1945 рр.          | 1965 р.                      | Львівський худ. фонд           | об. з/бетон                           | об. 5х0,9х0,7 м                              | № 313 10.06.1971 р.            |
| 28.   | 631         | Пам'ятник 83 воїнам-односельцям, загиблим фронтах ВВВ | с. Горай, Степанківська с/р, біля клубу,                                               | 1941—1945 рр.          | 1965 р.                      | ск. В. Сорока, м. Київ         | ск. азбестоцемент, пост. пісковик     | ск. 3 м, п. 3,5х2х1 м                        | № 313 10.06.1971 р.            |
| 29.   | 32          | Могила воїна Радянської армії Шияна В. Н., загиблого при визволенні села                                                                                    | с. Дерешова, Дерешівська с/р, на кладовищі                                             | 1944 р.                | 1987 р.                      | місцеві майстри                | мармурова крихта                      | 2 м                                          | № 113 13.05.1988 р.            |
| 30.   | 382         | Пам'ятник 112 воїнам-односельцям, загиблим на фронтах ВВВ                                                                                                   | с. Долиняни, Долинянська с/р, біля Будинку культури.                                   | 1941—1945 рр.          | 1974 р.                      | Київський худ. фонд            | ск. з/бетон, бетон                    | ск. 2,5 м, 1,8х1,2х1,2 м                     | № 96 17.02.1983 р.             |
| 31.   | 632         | Пам'ятник 79 воїнам-односельцям, загиблим на фронтах ВВВ | с. Дружба, Роздолівська с/р, біля контори КСП                                          | 1941—1945 рр.          | 1968 р.                      | місцеві майстри                | ск. азбестоцемент, пісковик           | ск. 2,5 м, п. 1,3х2,5х1,4 м                  | № 313 10.06.1971 р.            |
| 32.   | 90          | Могила жертв голодомору | с. Дружба, Роздолівська с/р, на кладовищі                                              | 1932—1933 рр.          | 1995 р.                      | місцеві майстри                | метал                                 | 3 м                                          | № 470 29.12.2002 р.            |
| 33.   | 633         | Пам'ятник 54 воїнам-односельцям, загиблим на фронтах ВВВ | с. Жван, Жванська с/р, біля Будинку культури                                           | 1941—1945 рр.          | 1957 р.                      | Київський худ. фонд            | ск. з/бетон, пост. пісковик           | ск. 2,5 м, пост. 2,9х1,3х1,3 м               | № 313 10.06.1971 р.            |
| 34.   | 143         | Пам'ятник воїнам-односельцям, загиблим на фронтах ВВВ | с. Знаменівка, Конищівська с/р, в центрі села                                          | 1941—1945 рр.          | 1967 р.                      | Київський худ. фонд            | камінь                                | пост. 0,4х1,2х1,2 м                          | № 75 20.02.1985 р.             |
| 35.   | 47          | Братська могила 2 червоноармійців | с. Знаменівка, Конищівська с/р, біля Будинку культури                                  | 1918 р.                | 1968 р.                      | місцеві майстри                | мармурова крихта                      | 1,20 м                                       | № 82 03.04.1990 р.             |
| 36.   | 636         | Пам'ятник 103 воїнам-односельцям, загиблим на фронтах ВВВ                                                                                                   | с. Конищів, Конищівська с/р, біля с/р.                                                 | 1941—1945 рр.          | 1969 р.                      | ск. Смаровоз В. І. м. Вінниця  | ск. з/бетон, пост. цегла              | ск. 2,5 м, п. 1,4х1,4х1,4 м                  | № 313 10.06.1971 р.            |
| 37.   | 583         | Пам'ятник 50 воїнам-односельцям, загиблим на фронтах ВВВ | с. Кривохижинці, Долинянська с/р, біля клубу.                                          | 1941—1945 рр.          | 1972 р.                      | Київський худ. фонд            | ск. з/бетон, пост. цегла              | ск. 2,6 м, п. 2,5х2,3х2,3 м                  | № 96 17.02.1983 р.             |
| 38.   | 635         | Пам'ятник 200 воїнам-односельцям, загиблим на фронтах ВВВ                                                                                                   | с. Котюжани, Котюжанівська с/р, біля Будинку культури.                                 | 1941—1945 рр.          | 1967 р.                      | ск. Ухов С. А., м. Київ        | ск. з/бетон, пост. цегла              | ск. 2,5 м, п. 1,1х1,2х1 м                    | № 313 10.06.1971 р.            |
| 39.   | 634         | Пам'ятник 167 воїнам-односельцям, загиблим на фронтах ВВВ.                                                                                                  | с. Курашівці, Курашовецька с/р, біля Будинку культури.                                 | 1941—1945 рр.          | 1967 р.                      | ск. Костевич                   | ск. склоцемент, пост. пісковик        | ск. 2,5 м, п. 3,5х1,5х1,5 м                  | № 313 10.06.1971 р.            |
| 40.   | 46          | Могила 2 невідомих воїнів, загиблих при звільненні села | с. Курашівці, Курашовецька с/р, за селом                                               | 1944 р.                | 1970 р.                      | місцеві майстри                | метал                                 | 1,10 м                                       | № 82 03.04.1990 р.             |
| 41.   | 38          | Довготривала вогнева споруда | с. Курашівці, Курашовецька с/р, 2,5 км на північний захід від села                     | 1931—1934 рр.          | 1999 р.                      | ГВІУ Червоної армії            | з/бетон                               | 10 м                                         | № 183 24.05.2000 р.            |
| 42.   | 39          | Довготривала вогнева споруда | с. Курашівці, Курашовецька с/р, 2,5 км на південний схід від села                      | 1931—1934 рр.          | 1999 р.                      | ГВІУ Червоної армії            | з/бетон                               | 10 м                                         | № 183 24.05.2000 р.            |
| 43.   | 40          | Довготривала вогнева споруда | с. Курашівці, Курашовецька с/р, 2 км на південний схід від села                        | 1931—1934 рр.          | 1999 р.                      | ГВІУ Червоної армії            | з/бетон                               | 10 м                                         | № 183 24.05.2000 р.            |
| 44.   | 251         | Могила чекіста М. В. Трофанюка | с. Лучинець, Лучинецька с/р, біля Будинку культури                                     | 1925 р.                | 1954 р.                      | місцеві майстри                | метал                                 | об.1,1х0,3х0,15 м                            | № 29 19.06.1977 р.             |
| 45.   | 637         | Пам'ятник 234 воїнам-односельцям, загиблим на фронтах ВВВ                                                                                                   | с. Лучинець, Лучинецька с/р, біля Будинку культури                                     | 1941—1945 рр.          | 1967 р.                      | Київський худ. фонд            | ск. з/бетон, пост. пісковик           | ск. 2,7 м, п. 1,9х1,4х1,5 м                  | № 313 10.06.1971 р.            |
| 46.   | 49          | Пам'ятник трудової слави | с. Лучинець, Лучинецька с/р, в парку                                                   | 1970 р.                | 1951 р.                      | __                             | ___                                   | ___                                          | № 82 03.04.1990 р.             |
| 47.   | 384         | Пам'ятник 179 воїнам-односельцям, загиблим на фронтах ВВВ                                                                                                   | с. Лучинчик, Лучинчицька с/р, біля Будинку культури                                    | 1941—1945 рр.          | 1969 р.                      | ск. Ухов С. А., м. Київ        | ск. азбестоцемент, пост. камінь       | ск. 2,5 м, п. 2,2,х2,2х2,3 м                 | № 96 17.02.1983 р.             |
| 48.   | 245         | Братська могила воїнів червоноармійців | с. Михайлівці, Михайловецька с/р, на кладовищі                                         | 1919 р.                | 1921 р.                      | місцеві майстри                | об. камінь                            | об. 2 м                                      | № 29 19.06.1977 р.             |
| 49.   | 639         | Пам'ятник 237 воїнам-односельцям, загиблим на фронтах ВВВ                                                                                                   | с. Михайлівці, біля с/р, Михайловецька с/р.                                            | 1941—1945 рр.          | 1966 р.                      | ск. Качурівський, м. Київ      | об. з/бетон, ск. з/бетон, пост. цегла | ск. 2 м, об. 5 м, пост. 2,6х3,7х3,7 м        | № 313 10.06.1971 р.            |
| 50.   | 246         | Могила червоногвардійця Мельника | с. Морозівка, Морозівська с/р, на кладовищі                                            | 1920 р.                | __                           | місцеві майстри                | мармур                                | об. 2х0,6х0,6 м                              | № 29 19.06.1977 р.             |
| 51.   | 252         | Могила рядового В. Пєрова, загиблого при визволенні села | с. Морозівка, Морозівська с/р, на кладовищі                                            | 1944 р.                | 1944 р.                      | місцеві майстри                | дерево                                | об. 2х0,35х0,35 м                            | № 29 19.06.1977 р.             |
| 52.   | 638         | Пам'ятник 114 воїнам-односельцям, загиблим на фронтах ВВВ                                                                                                   | с. Морозівка, Морозівська с/р, біля Будинку культури                                   | 1941—1945 рр.          | 1962 р.                      | ск. Пархоменко                 | ск. з/бетон, пост. цегла              | ск. 3 м, пост. 2х1х0,75 м                    | № 313 10.06.1971 р.            |
| 53.   | 641         | Пам'ятник 152 воїнам-односельцям, загиблим на фронтах ВВВ                                                                                                   | с. Наддністрянське, Наддністрянська с/р, біля Будинку культури.                        | -//-                   | 1966 р.                      | Київський худ. фонд            | об. з/бетон                           | об. 2,5х0,75х0,75 м                          | -//-                           |
| 54.   | 642         | Пам'ятник 148 воїнам-односельцям, загиблим на фронтах ВВВ                                                                                                   | с. Немерче, Немерченська с/р, біля магазину                                            | 1941—1945 рр.          | 1962 р.                      | ск. Костевич, Кулагін, м. Київ | ск. з/бетон, пост. пісковик           | ск. 3 м, пост. 2х2,7х1,6 м                   | № 313 10.06.1971 р.            |
| 55.   | 247         | Пам'ятник 54 воїнам-односельцям, загиблим на фронтах ВВВ | с. Нишівці, Рівненська с/р, біля клубу                                                 | 1941—1945 рр.          | 1975 р.                      | Київський худ. фонд            | азбестоцемент, пісковик               | ск. 2,5 м, пост. 1,5х1,75х1,75 м             | № 313 10.06.1971 р.            |
| 56.   | 640         | Братська могила 47 мирних жителів, розстріляних фашистами                                                                                                   | с. Нишівці, Рівненська с/р, на кладовищі.                                              | 1944 р.                | 1957 р.                      | Київський худ. фонд            | ск. з/бетон, пост. цегла              | ск. 2,5 м, п. 2х1,3х3 м                      | № 313 10.06.1971 р.            |
| 57.   | 51          | Пам'ятник 38 воїнам-односельцям, загиблим на фронтах ВВВ | с. Новосілка, Бахтинська с/р, біля клубу                                               | 1941—1945 рр.          | 1988 р.                      | місцеві майстри                | з/бетон                               | 3,10х1,6х1,35х1,37 м                         | № 82 03.04.1990 р.             |
| 58.   | 386         | Пам'ятник 49 воїнам-односельцям, загиблим на фронтах ВВВ | с. Обухів, Обухівська с/р, біля Будинку культури                                       | 1941—1945 рр.          | 1972 р.                      | Одеський худ. фонд             | ск. з/б, пост. камінь                 | ск. 2,7 м, п. 1,5х1,8х1,8 м                  | № 96 17.02.1983 р.             |
| 59.   | 643         | Пам'ятник 72 воїнам-односельцям, загиблим на фронтах ВВВ | с. Перекоринці, Роздолівська с/р, біля Будинку культури.                               | 1941—1945 рр.          | 1967 р.                      | Київський худ. фонд            | ск. з/б, пост. пісковик               | ск. 3,2 м, п. 2х1х1 м                        | № 313 10.06.1971 р.            |
| 60.   | 248         | Братська могила 18 воїнів Радянської армії, загиблих при визволенні села, і пам'ятник 42 воїнам-односельцям, загиблим на фронтах ВВВ                        | с. Петримани, Петриманська с/р, біля с/р.                                              | 1944 р., 1941—1945 рр. | 1968 р.                      | Київський худ. фонд            | ск. азбестоцемент, пост. цегла        | ск. 2,2 м, п. 1,4х1,1х1,1 м                  | № 96 17.02.1983 р.             |
| 61.   | 385         | Пам'ятник 84 воїнам-односельцям, загиблим на фронтах ВВВ | с. Плоске (кол. Млинівка), Плосківська с/р, біля Будинку культури                      | 1941—1945 рр.          | 1968 р.                      | Київський худ. фонд            | ск. азбестоцемент, пост. цегла        | ск. 2,2 м, п. 1,4х1,1х1,1 м                  | № 96 17.02.1983 р.             |
| 62.   | 644         | Пам'ятник 92 воїнам-односельцям, загиблим на фронтах ВВВ | с. Попелюхи, Попелюхівська с/р, біля школи                                             | 1941—1945 рр.          | 1967 р.                      | ск. Булотецький                | ск. з/бетон, пост. пісковик           | ск. 3,2 м, п. 1,3х1,5х1,5 м, об. 3х1,5х1,5 м | № 313 10.06.1971 р.            |
| 63.   | 645         | Пам'ятник 141 воїнові-односельцю, що полягли на фронтах ВВВ                                                                                                 | с. Посухів, Курашовецька с/р, біля школи                                               | 1941—1945 рр.          | 1968 р.                      | Київський худ. фонд            | ск. з/бетон, пост. пісковик           | ск. 3,5 м, п. 1,9х1,4х1,4 м                  | № 313 10.06.1971 р.            |
| 64.   | 625         | Братська могила 49 жителів села, спалених фашистами | с. Рівне, Рівненська с/р, на кладовищі                                                 | 1944 р.                | 1957 р.                      | ск. Науменко, м. Київ          | ск. з/бетон, пост. пісковик           | ск. 2,4 м, п. 2,4х1,6х2,0 м                  | № 313 10.06.1971 р.            |
| 65.   | 387         | Пам'ятник 121 воїнові-односельцю, що полягли на фронтах ВВВ                                                                                                 | с. Рівне, Рівненська с/р, біля контори КСП                                             | 1941—1945 рр.          | 1975 р.                      | ск. Науменко, м. Київ          | ск. з/бетон, пост. бетон              | ск. 2 м, п. 1,6х1,4 м                        | № 96 17.02.1983 р.             |
| 66.   | 253         | Пам'ятник 57 воїнам-односельцям, загиблим на фронтах ВВВ | с. Роздолівка, Роздолівська с/р, біля школи                                            | 1941—1945 рр.          | 1971 р.                      | Київський худ. фонд            | ск. з/б, пост. пісковик               | ск. 3,2 м, п.1,3х1,2х1 м                     | № 29 19.06.1971 р.             |
| 67.   | 91          | 3-амбразурна довготривала вогнева споруда | с. Роздолівка, Роздолівська с/р, 300 м на північ від села                              | 1929—1938 рр.          | 2001 р.                      | ГВІУ Червоної армії            | з/бетон                               | діаметр 10 м                                 | № 470 29.12.2002 р.            |
| 68.   | 92          | Командний пункт | с. Роздолівка, Роздолівська с/р, східна околиця села                                   | 1929—1938 рр.          | 2001 р.                      | -//-                           | з/бетон                               | діаметр 10 м                                 | № 470 29.12.2002 р.            |
| 69.   | 93          | 3-амбразурна довготривала вогнева споруда | с. Роздолівка, Роздолівська с/р, 0,5 м на південь від села                             | 1929—1938 рр.          | 2001 р.                      | ГВІУ Червоної армії            | з/бетон                               | діаметр 10 м                                 | № 470 29.12.2002 р.            |
| 70.   | 94          | Сховище УРа | с. Роздолівка, Роздолівська с/р, 1 км на пд. від села                                  | 1929—1938 рр.          | 2001 р.                      | ГВІУ Червоної армії            | з/бетон                               | діаметр 10 м                                 | № 470 29.12.2002 р.            |
| 71.   | 626         | Братська могила 12 жителів села, розстріляних фашистами | с. Снітків, Снітківська с/р, на околиці села                                           | 1944 р.                | 1967 р.                      | ск. Качуровський А. Ф.         | об. азбестоцемент, пост. пісковик     | об.2,4х0,4х0,4 м, п. 1,2х1,5х1,5 м           | № 313 10.06.1971 р.            |
| 72.   | 646         | Пам'ятник 141 воїнові-односельцю, що полягли на фронтах ВВВ                                                                                                 | с. Снітків, Снітківська с/р, на Площі Перемоги.                                        | 1941—1945 рр.          | 1967 р.                      | ск. Ухов С. А., м. Київ        | з/бетон                               | об. 6,5х7х0,7 м, ск. 3 м, п. 2,3х2,7х2,5 м   | № 313 10.06.1971 р.            |
| 73.   | 647         | Пам'ятник 72 воїнам-односельцям, загиблим на фронтах ВВВ | с. Степанки, Степанківська с/р, біля Будинку культури.                                 | 1941—1945 рр.          | 1968 р.                      | Київський худ. фонд            | ск. азбестоцемент, пост. пісковик     | ск. 2,5 м, пост. 1,8х1,2х1,6 м               | № 313 10.06.1971 р.            |
|       |             | |                                                                                        |                        |                              |                                |                                       |                                              |                                |

## Джерело
- [Архівовано 19 червня 2012 у Wayback Machine.] Пам'ятки Вінницької області